# Große Rönne
Die Große Rönne ist ein 7,3 Km langer, rechter Nebenfluss der Oste im nördlichen Niedersachsen.

## Name
Das Gewässer wurde um 1580 („aver der halben Ronnen“) erstmals schriftlich genannt. Im Mittelniederdeutschen bezeichnet rönne eine künstliche Abflussrinne oder ein kleines Rinnsal.

## Verlauf
Die Quelle der 7,3 km langen Große Rönne befindet sich nordwestlich von Drochtersen in der Nähe der K 65 („Grüne Straße“). Er fließt von dort in südwestlicher Richtung durch Hüll, einen Ortsteil von Drochtersen, und ist danach streckenweise Grenzfluss zwischen den Landkreisen Cuxhaven und Stade. Die Große Rönne mündet östlich von Hemmoor zwischen Osten (Oste) und Großenwörden von rechts und Osten in die Oste.
Entlang der Großen Rönne führt die Deutsche Krimi-Straße, eine 2,5 km lange Straße am Rande der Samtgemeinde Hemmoor.